# دامدامه
دامدامه یک روستا در ایران است که در دهستان درح شهرستان سربیشه واقع شده‌است. دامدامه ۷۷ نفر جمعیت دارد.